# 미야기현 제1구
미야기현 제1구(일본어: 宮城県第1区)는 일본의 중의원 선거구이다. 1994년 공직선거법이 개정되면서 신설되었다.

## 지역
- 센다이시
  - 아오바구
  - 다이하쿠구 (옛 아키우 정 지역 제외)

2017년 선거구 개편으로 다이하쿠 지역의 아키우 정이 미야기현 제3구로 편입되었다.

## 역대 국회의원
| 선거          | 선거          | 의원          | 정당   |
| ------------- | ------------- | ------------- | ------ |
|               | 1996년 제41회 | 아이치 가즈오 | 신진당 |
|               | 2000년 제42회 | 곤노 아즈마   | 민주당 |
| 2003년 제43회 |               | 곤노 아즈마   | 민주당 |
|               | 2005년 제44회 | 도이 도루     | 자민당 |
|               | 2009년 제45회 | 고리 가즈코   | 민주당 |
|               | 2012년 제46회 | 도이 도루     | 자민당 |
| 2014년 제47회 |               | 도이 도루     | 자민당 |
| 2017년 제48회 |               | 도이 도루     | 자민당 |